# Sphyranthera
Sphyranthera es un género de plantas de la familia Euphorbiaceae y el único género de su tribu de las Sphyranthereae.

## Taxonomía
El género fue descrito por  Joseph Dalton Hooker y publicado en Hooker's Icones Plantarum 18: 1702. 1887. La especie tipo es: Sphyranthera capitellata Hook. f. 

## Especies aceptadas
A continuación se brinda un listado de las especies del género Sphyranthera aceptadas hasta marzo de 2014, ordenadas alfabéticamente. Para cada una se indica el nombre binomial seguido del autor, abreviado según las convenciones y usos.
- Sphyranthera airyshawii Chakrab. & Vasudeva Rao
- Sphyranthera lutescens